# Semboku
Semboku, ibland skrivet Senboku, (仙北市, Semboku-shi) är en japansk stad i Akita prefektur på den norra delen av ön Honshu. Semboku bildades 20 september 2005 genom en sammanslagning av kommunerna Kakunodate, Nishiki och Tazawako. Japans djupaste sjö, Tazawasjön, ligger i staden. 

## Kommunikationer
Staden har två stationer, Tazawako och Kakunodate, på Akita Shinkansen-linjen som ger förbindelse med höghastighetståg till Tokyo.